# Ердман Август фон Бранденбург-Байройт
Ердман Август фон Бранденбург-Байройт (на немски: Erdmann August von Brandenburg-Bayreuth; * 8 октомври 1615 в Байройт; † 6 февруари 1651 в Хоф) от фамилията Хоенцолерн е наследствен принц на Бранденбург-Байройт.
Той е син на бранденбургския маркграф Христиан фон Бранденбург-Байройт (1581–1655) и съпругата му Мария от Прусия (1579–1649), дъщеря на Албрехт Фридрих, херцог на Прусия.
Ердман Август се жени на 8 декември 1641 г. в Ансбах за първата си братовчедка принцеса София фон Бранденбург-Ансбах (1614–1646), дъщеря на маркграф Йоахим Ернст фон Бранденбург-Ансбах (брат на баща му). След нейната смърт той се сгодява за принцеса София Агнес фон Мекленбург-Шверин.
От баща си получава през 1647 г. дворец Лауенщайн (днес в Лудвигсщат) и си образува там свой двор. След една година той и брат му имат дуел в дворец Пласенбург, дворът на баща му, при който никой не е ранен.
По време на приготовленията за женитбата си Ердман Август умира преди баща си на 35 години. Той е погребан в градската църква на Байройт.

## Деца
Ердман Август има със съпругата си София фон Бранденбург-Ансбах един син:
- Христиан Ернст (1644–1712), маркграф на Байройт

∞ 1. 1662 принцеса Ердмуте София Саксонска (1644–1670)
∞ 2. 1671 принцеса София Луиза фон Вюртемберг (1642–1702)
∞ 3. 1703 принцеса Елизабет София фон Бранденбург (1674–1748)